# Schizaea spirophylla
Schizaea spirophylla là một loài dương xỉ trong họ Schizaeaceae. Loài này được Troll mô tả khoa học đầu tiên năm 1933.
Danh pháp khoa học của loài này chưa được làm sáng tỏ. 